# Barringtonia asiatica
A Barringtonia asiatica a Barringtonia növénynemzetség egyik faja, amely eredetileg az Indiai-óceán partjainak mangrove-övezeteiben, illetve a Csendes-óceán nyugati partvidékének hasonló élőhelyen fordul elő, elterjedési területe Zanzibártól Tajvanig és a Fülöp-szigetekig nyúlik, magában foglalva a Fidzsi-szigeteket, Új-Kaledóniát, a Salamon-szigeteket, Tuvalut, a Cook-szigeteket, továbbá Wallis és Futuna, illetve Francia Polinézia területét. Előszeretettel ültetik útsorfának és parkfának is – leginkább Indiában, elsősorban a délkeleti partvidéken –, dekoratív megjelenése és jó árnyékoló képessége miatt.
Leggyakrabban használt angol neve fish poison tree, vagyis szabad fordításban halméregfa, ami egyik jellegzetességére utal: arra, hogy a növény minden része erősen mérgező. Más elnevezései arra utalnak, hogy termésének alakja dobozra emlékeztet. Emellett az előfordulási területén számos helyi elnevezése létezik (pl. botong, bitoón, mudilla, putat), ezek egyike, a polinéz futu a Futuna-sziget névadója.
Első példányát Pehr Osbeck botanikus gyűjtötte Jáva szigetének egy homokos partvidékén, ez alapján írta le a fajt 1753-ban Carl von Linné, aki a Mammea asiatica nevet adta neki.

## Megjelenése

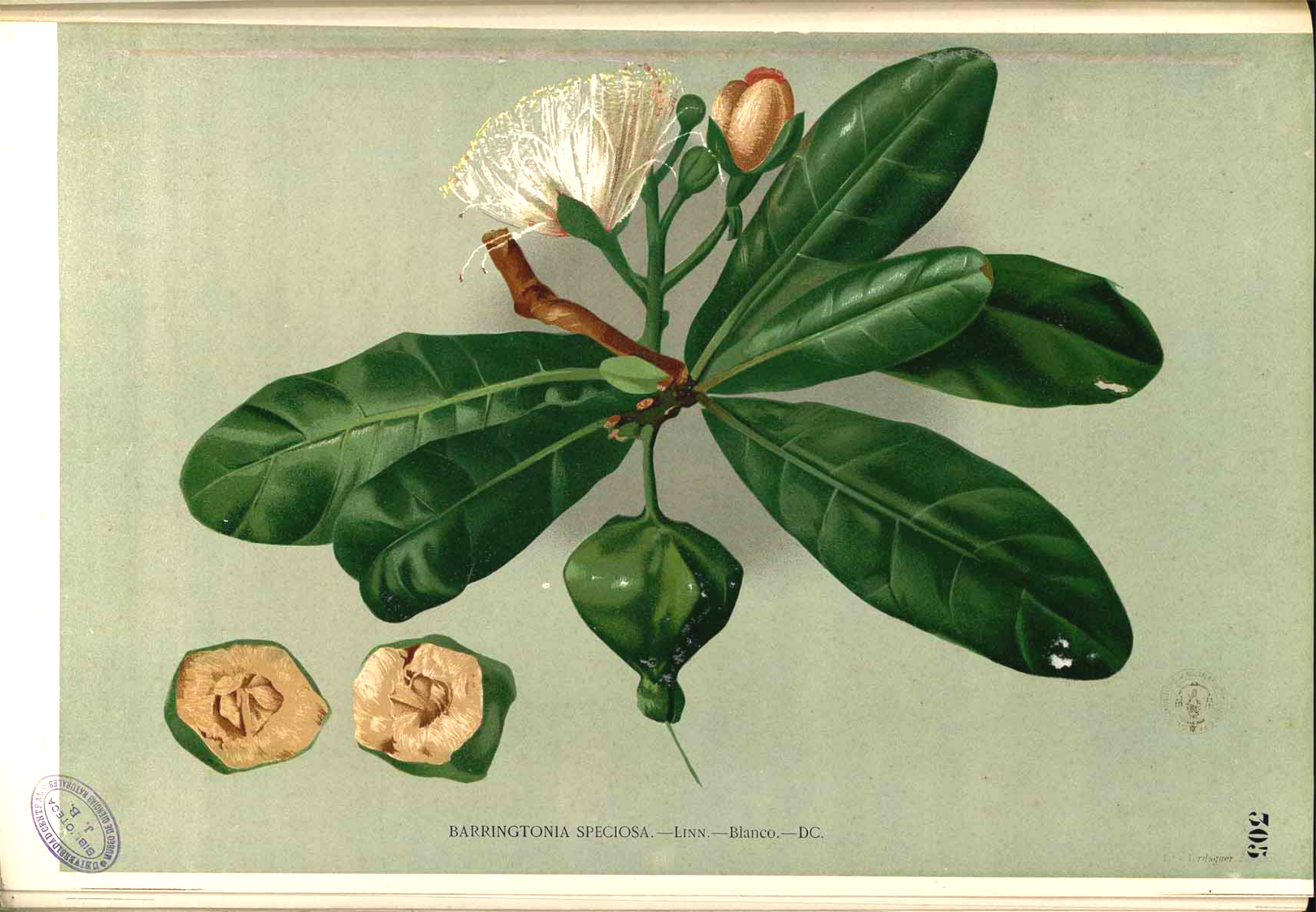
Képe a Flora de Filipinas kötetben

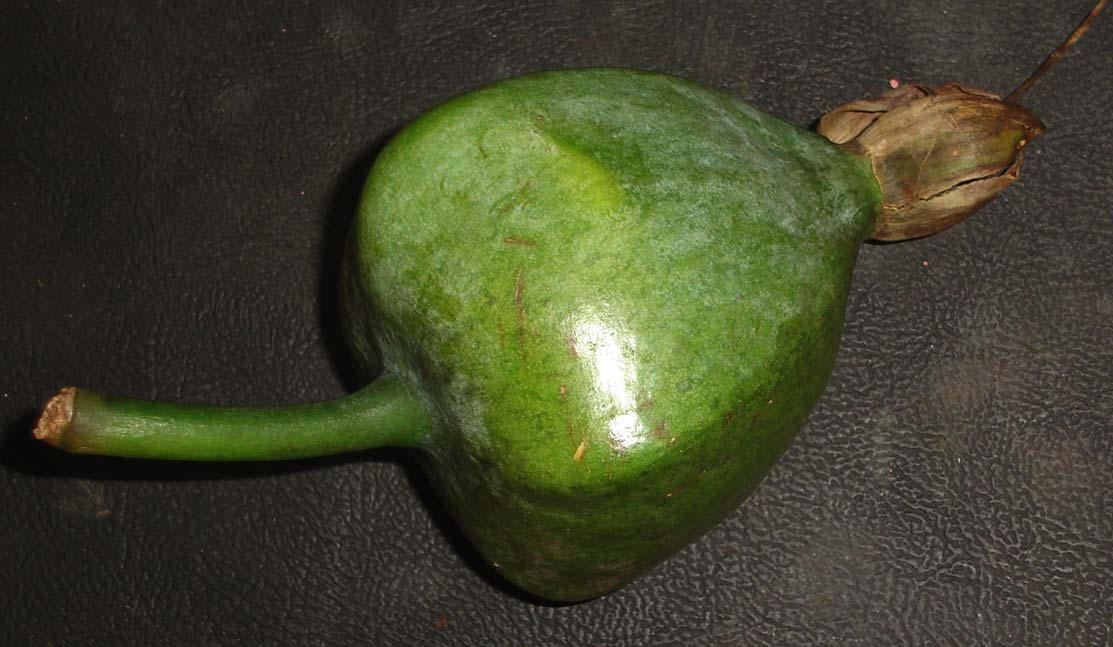
Éretlen termése (mérete körülbelül ökölnagyságú)

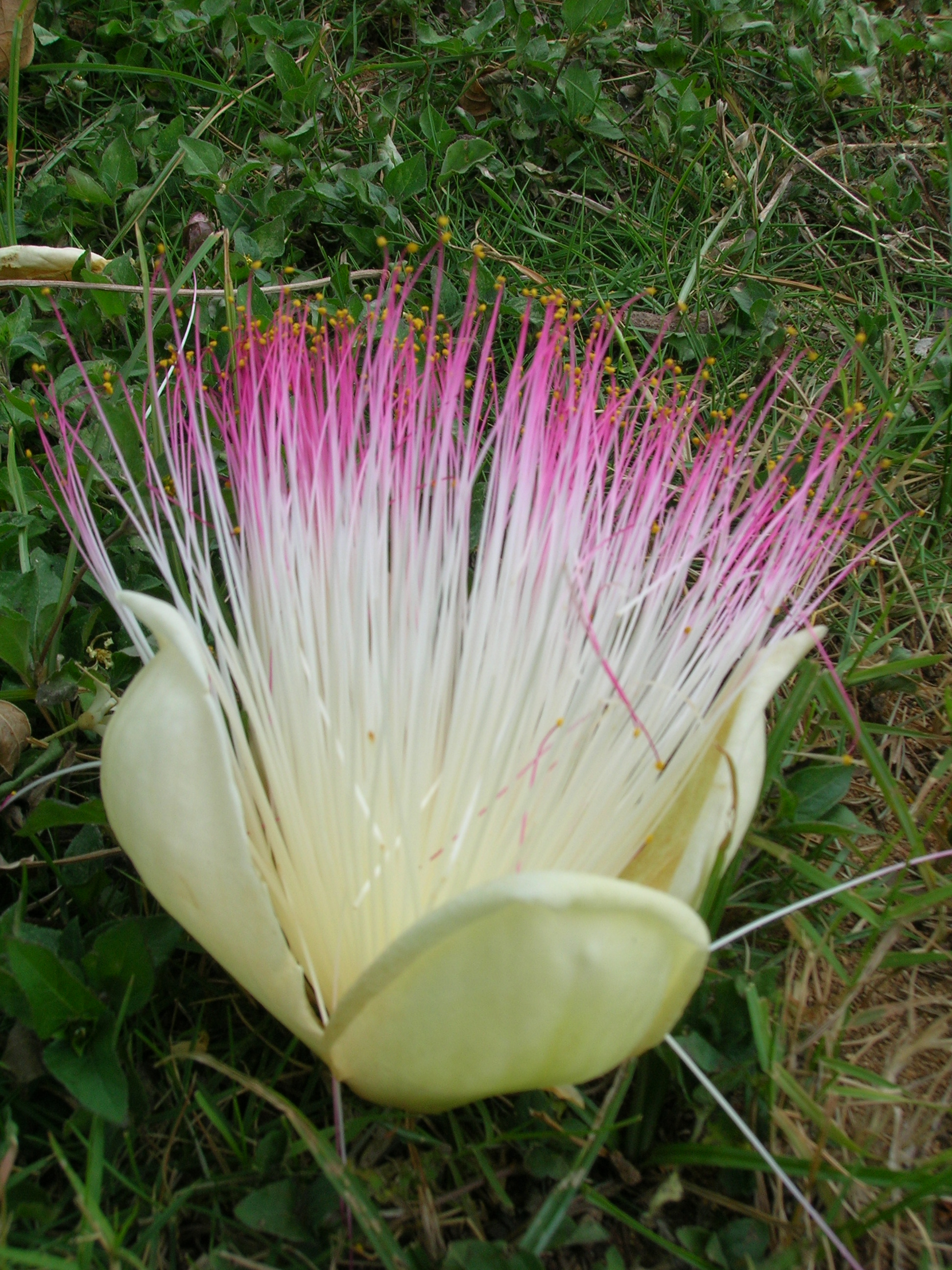
Virága

Kis vagy közepes termetű fa, amely 7 méterestől 25 méteres magasságig nőhet meg. Levelei elliptikus formájúak, 20–40 cm hosszúak és 10–20 cm szélesek. Virágai nagy méretűek, fehéres-rózsaszínűek, pomponszerűek és rendkívül erős, édes illatot árasztanak, melyekkel denevérek és éjszakai lepkéket egyaránt magukhoz vonzanak, hogy ezáltal akaratlanul is elvégezzék a megporzás feladatát.
Termései 9–11 cm átmérőjűek, melyekben vastag szivacsos réteg veszi körül a 4–5 cm átmérőjű magot. E tulajdonságának köszönhetően nagyon jól lebeg a tenger felszínén, akár tizenöt évig is képes a vízfelszínen maradni, megőrizve csírázóképességét. E tulajdonságát használja ki magjainak terjesztésére, és ennek köszönhető például, hogy a legelső volt azon pionír növényfajok között, amelyek elsőként jelentek meg Anak Krakatau szigetén, miután az felszínre bukkant a Krakatau vulkánjának 1883-as kitörése után. A magvak akkor indulnak csírázásnak, miután partra mosódnak és esővíz éri őket.
A növény minden része mérgező, méreganyagai főként szaponinok. Termései elég mérgezőek ahhoz, hogy elkábítsanak, vagy akár megmérgezzenek egy halat, anélkül, hogy a méreganyag szétterjedne a hal szöveteiben, ezért a helyiek előszeretettel alkalmazzák ilyen célra.

## Fordítás
Ez a szócikk részben vagy egészben  a   Barringtonia asiatica című angol Wikipédia-szócikk fordításán alapul.  Az eredeti cikk szerkesztőit annak laptörténete sorolja fel. Ez a jelzés csupán a megfogalmazás eredetét és a szerzői jogokat jelzi, nem szolgál a cikkben szereplő információk forrásmegjelöléseként.